# Endocardite di Loeffler
La  endocardite di Loeffler  (detta anche sindrome ipereosinofila di Loeffler) è una delle malattie endomiocardiche che causano la miocardiopatia obliterativa. Colpisce soprattutto in zone dal clima temperato e favorisce nell'epidemiologia i maschi.

## Sintomatologia
I sintomi e i segni clinici sono rappresentati da una diminuzione del tratto di efflusso.

## Eziologia
Cause possono essere le infezioni parassitarie, leucemia (ad esempio la leucemia eosinofila cronica) e reazioni immunologiche.

## Terapia
Il trattamento oggi in uso non è efficace contro tale sindrome, si può soltanto ridurre i sintomi manifestati con l'utilizzo di anticoagulanti e corticosteroidi per la miocardite. Mentre nelle fasi più critiche si utilizza la chirurgia palliativa, una volta effettuata la sostituzione valvolare si possono mostrare dei miglioramenti.

### Esami
L'ecocardiogramma, esame necessario per comprendere la gravità della sindrome, mostra un'obliterazione apicale dei ventricoli e trombi apicali.
L'esame Doppler evidenzia le varie restrizioni e rigurgiti mitralici e tricuspidali.